# Gerd Simon
Gerd Simon (* 11. April 1937 in Hamburg) ist ein Germanist und Linguist, der lange Jahre an der Eberhard Karls Universität Tübingen gewirkt hat. Er veröffentlichte auch unter dem Pseudonym Gérard Simenon.

## Leben
Nach dem Schulbesuch im Gymnasium für Jungen in Hamburg-Altona absolvierte er 1956 das Abitur. Von 1956 bis 1964 studierte er „interdisziplinär“ an der Universität Hamburg Germanistik, ev. Theologie, Philosophie und Pädagogik (mit Abschluss), mehrere andere Fächer ohne Abschluss. 1968 wurde er promoviert; seine Dissertation behandelt die „erste deutsche Fastnachtsspieltradition“. 1968 bis 1970 absolvierte er sein Referendariat und war 1969/1970 Lehrbeauftragter für Sprachstatistik am Germanistischen Seminar der Universität Hamburg. Anschließend wechselte er als Akademischer Rat und Oberrat an das Deutsche Seminar der Universität Tübingen, wo er bis zu seiner Versetzung in den Ruhestand 2002 wirkte. Anschließend nahm er noch bis 2006 einen Lehrauftrag für Wissenschaftsgeschichte in Tübingen wahr.

## Forschungen und Mitgliedschaften
Schwerpunkte seiner Forschung sind die interdisziplinäre Bedeutungslehre und die Wissenschaftsgeschichte der Germanistik vor allem im nationalsozialistischen Deutschen Reich. Außerdem beschäftigt er sich mit dem Werk des Philosophen Hans Vaihinger, von dem die Philosophie des Als Ob stammt. 
Simon ist Mitglied im Wissenschaftlichen Beirat des „Duisburger Instituts für Sprach- und Sozialforschung“ (DISS), des „Eurolinguistischen Arbeitskreises Mannheim“ (ELAMA) und war 1996 Mitbegründer und Vorsitzender der „Gesellschaft für interdisziplinäre Forschung Tübingen“ (GIFT). 2002 gründete er den „Philologiehistorischen Forschungsauftragsdienst“ (PFAD).

## Veröffentlichungen
als Autor
- Die erste deutsche Fastnachtsspieltradition. Zur Überlieferung, Textkritik und Chronologie der Nürnberger Fastnachtsspiele des 15. Jahrhunderts (mit kurzen Einführungen in Verfahren der quantitativen Linguistik) (= Germanische Studien. Heft 240). Matthiesen, Lübeck/Hamburg 1970.
- Bibliographie zur Soziolinguistik (= Bibliographische Arbeitsmaterialien. Band 2). Niemeyer, Tübingen 1974, ISBN 3-484-60038-1.
- mit Ulrich Ammon: Neue Aspekte der Soziolinguistik (= Pragmalinguistik. Band 5). Beltz, Weinheim 1975, ISBN 3-407-55005-7.
- mit Joachim Lerchenmueller: Im Vorfeld des Massenmords. Germanistik und Nachbarfächer im 2. Weltkrieg. Eine Übersicht. GIFT, Tübingen 1997, ISBN 3-932613-00-7 (4. Auflage 2009 online).
- Blut- und Boden-Dialektologie. Eine NS-Linguistin zwischen Wissenschaft und Politik. Anneliese Bretschneider und das "Brandenburg-Berlinische Wörterbuch" (= Wörterbücher im 3. Reich. Band 2). GIFT, Tübingen 1998, ISBN 3-932613-04-X (2. Auflage 2011 online).
- Germanistik in den Planspielen des Sicherheitsdienstes der SS. Ein Dokument aus der Frühgeschichte der SD-Forschung (= Die philologisch-historischen Wissenschaften in den Planspielen des SD. Band 1). GIFT, Tübingen 1998, ISBN 3-932613-06-6 (online).
- mit Joachim Lerchenmueller: Masken-Wechsel. Wie der SS-Hauptsturmführer Schneider zum BRD-Hochschulrektor Schwerte wurde und andere Geschichten über die Wendigkeit deutscher Wissenschaft im 20. Jahrhundert. GIFT, Tübingen 1999, ISBN 3-932613-02-3.
- ‚Art, Auslese, Ausmerze...‘ etc. Ein bisher unbekanntes Wörterbuch-Unternehmen aus dem SS-Hauptamt im Kontext der Weltanschauungslexika des 3. Reichs (= Wörterbücher im 3. Reich. Band 7; = Publikationen der Gesellschaft für interdisziplinäre Forschung Tübingen. Band 1). Gesellschaft für interdisziplinäre Forschung, Tübingen 2000 (online).
- Buchfieber. Zur Geschichte des Buches im 3. Reich. GIFT, Tübingen 2006, ISBN 3-932613-08-2 (online).
- mit Jörg-Peter Jatho: Gießener Historiker im Dritten Reich. Focus-Verlag, Gießen 2008, ISBN 978-3-88349-522-4.
- als Gérard Simenon: Das Neue aus der Nische. Buntes Danebenes + Dazwischenes mit allerlei Verquerem aus Nehren dem Als-Ob-Dorf am Rande des Albtraufs. Kugelberg Verlag, Gerstetten 2019, ISBN 978-3-945893-14-2 (PDF).
- Ein Weltphilosoph aus dem Steinlachtal, von dem Deutschland nach seinem Tod lange Zeit nichts wissen wollte. Katalog zur Nehrener Vaihinger-Ausstellung 2020. Unter Mitwirkungs von Anastasia Antipova und anderen. Kugelberg Verlag, Gerstetten 2020, ISBN 978-3-945893-16-6.

als Herausgeber
- mit Erich Straßner: Sprechen, Denken, Praxis. Zur Diskussion neuer Antworten auf eine alte Frage in Praxis, Wissenschaft und Philosophie (= Pragmalinguistik. Band 11). Beltz, Weinheim 1979, ISBN 3-407-55011-1.
- Sprachwissenschaft und politisches Engagement. Zur Problem- und Sozialgeschichte einiger sprachtheoretischer, sprachdidaktischer und sprachpflegerischer Ansätze in der Germanistik des 19. und 20. Jahrhunderts (= Pragmalinguistik. Band 18). Beltz, Weinheim 1979, ISBN 3-407-55017-0.
- als Gérard Simenon: Dieser Text ist eine Fälschung. Mit zahlreichen Bildfälschungen. GIFT, Tübingen 1997, ISBN 3-932613-07-4.